# 샤를 보나파르트
카를로 마리아 부오나파르테(Carlo Maria di Buonaparte)라고도 불리는 샤를마리 보나파르트(Charles-Marie Bonaparte)는 1746년 3월 27일 코르시카섬 아작시오에서 태어나 1785년 2월 24일 38세의 나이로 몽펠리에에서 사망한 아작시오 재판소의 배석판사이다.
샤를 보나파르트는 프랑스 황제 나폴레옹 1세의 아버지이자 나폴레옹 3세의 할아버지로, 그리고 제1제정 시기 군주의 반열에 오른 자식들의 아버지로도 유명하다.

## 생애

### 보나파르트 가
보나파르트 가문은 본래 이탈리아 토스카나 지역의 하급 귀족 가문으로 16세기에 코르시카로 이주하여 정착했으며 조상대대로 법조인을 많이 배출한 법률가 가문이다. 카를로 역시 나폴레옹의 아버지도 피사 대학에서 법률을 공부하여 변호사로 활동했으며 코르시카에서 판사를 역임하기도 했다.

### 젊은 시절
샤를 보나파르트는 로마와 피사에서 법학을 공부했다. 아버지가 1763년 사망함에 따라 아작시오 부주교이던 작은아버지, 뤼시앵 보나파르트가 17살이었던(당시 법적 성인은 25살부터였다) 그의 후견인이 되었다.
파스콸레 파올리의 압박으로 인해 샤를 보나파르트는 1764년 마리아 레티치아 라몰리노와 결혼한다. 당시 아내는 불과 13살이었으며 그 역시 18살이었다.

### 프랑스 지지자

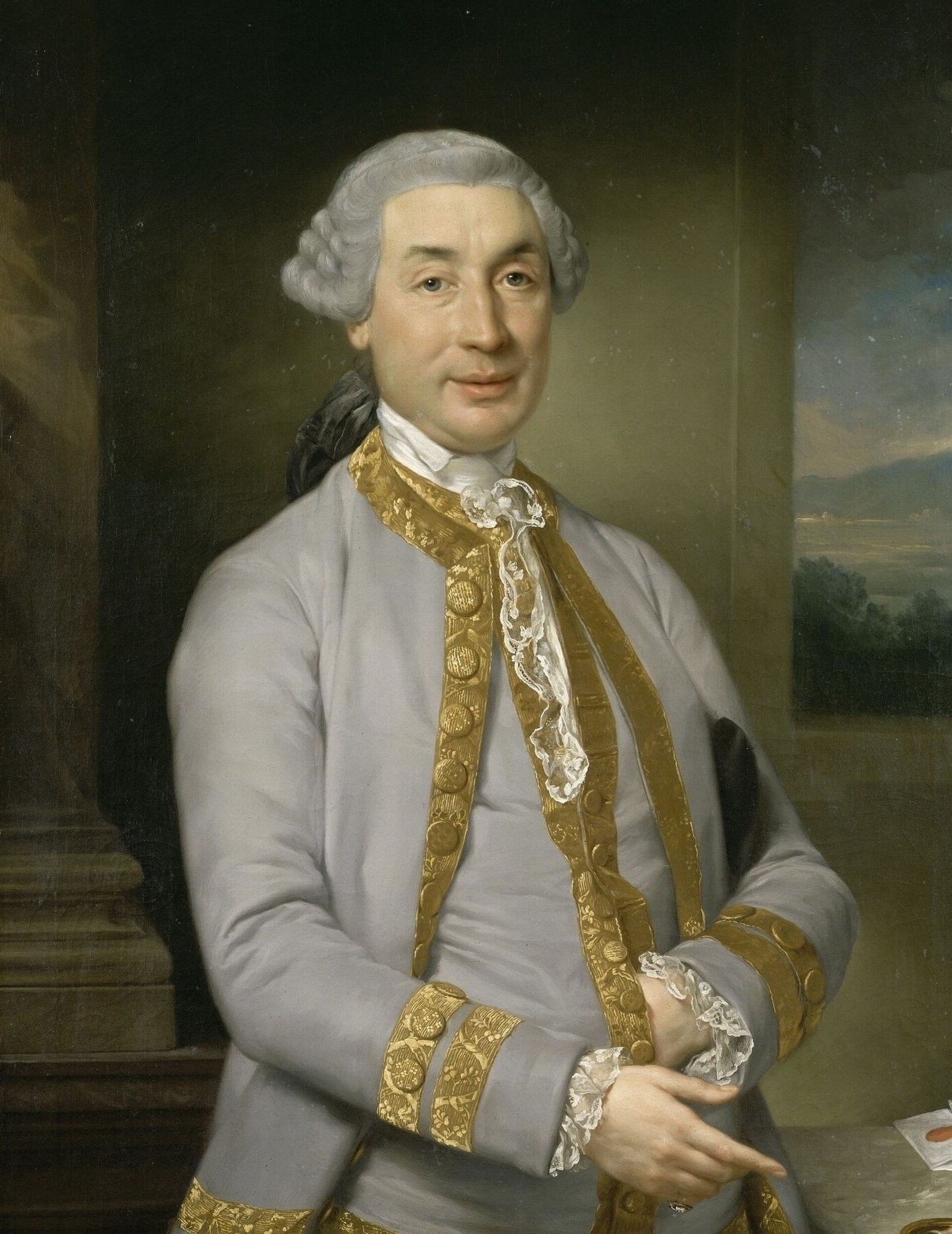
샤를 보나파르트 초상. 작가 미상. 19세기.

프랑스의 코르시카 점령에 맞서싸운 혁명가 파스콸레 파올리의 원조자였으며, 혁명이 실패하고 코르시카가 병합된 이후 프랑스측으로 전향하였으며 1771년 9월 13일 보나파르트 가문은 프랑스 당국으로부터 귀족에 봉한다는 특허장을 받고 귀족 자격을 얻었다. 코르시카의 귀족 대표인 대의원으로 활동했다.

### 죽음
1785년 2월 24일에 위암으로 사망했는데 이때 나폴레옹은 파리 육군사관학교에 다니던 중이었다. 나폴레옹은 아버지의 사망으로 수입이 끓어져 생활고에 시달리는 가족들의 생계를 책임지고자 조기졸업을 통하여 일찍 직업군인의 길을 걷기로 결심한다. 정규과정 4년인 사관학교를 조기졸업 시험에 도전하기 위해 통상 2년이상을 준비하는데 비해 7개월가량 노력한 끝에 9월에 치루어진 시험에 합격하여 입학한지 11개월만에 포병 소위가 되었다.

## 후손
샤를 보나파르트는 1764년 6월 1일 마리아 레티치아 라몰리노와의 결혼으로 14명의 자식을 가졌고, 그 중 8명이 요절하지 않고 살아남았다.
- 나폴레옹 보나파르트[8] (1764년 - 1765년 8월 17일)

- 마리아 안나 보나파르트 (1767년 1월 3일 - 1768년 1월 1일)

- 조제프 보나파르트 (1768년 1월 7일 - 1844년 7월 28일), 나폴리 국왕, 이후 스페인 국왕. 쥘리 클라리(1771년-1845년)와 결혼. (자손 있음)

- 나폴레옹 보나파르트 (1769년 8월 15일 - 1821년 5월 5일), 프랑스 황제 및 이탈리아 국왕. 조제핀 드 보아르네(1763년-1814년)와 결혼, 이후 1810년 마리루이즈 도트리슈(1791년-1847년)과 결혼. (자손 있음)

- 마리아 안나 보나파르트 (1770년)

- 마리아 안나 보나파르트 (1771년 7월 14일 - 1771년 11월 23일)

- 사산아

- 뤼시앵 보나파르트 (1775년 3월 21일 - 1840년 6월 29일), 교황 비오 8세에 의해 카니노 공으로 책봉됨. 미망인 크리스틴 부아예(1771년-1800년)과 결혼, 이후 주베르통(1778년-1855년)의 미망인, 알렉산드린 드 블레샹과 재혼. (자손 있음)

- 엘리자 보나파르트 (1777년 1월 3일 - 1820년 8월 7일), 토스카나 여대공. 펠릭스 바초키(1762년-1841년)와 결혼. (자손 있음)

- 루이 보나파르트 (1778년 9월 2일 - 1846년 7월 25일), 홀란트 국왕. 조제핀 드 보아르네의 딸인 오르탕스 드 보아르네(1783년-1837년)와 결혼. 삼남 샤를 루이는 훗날 나폴레옹 3세라는 이름으로 황제가 되었음.

- 사산아 (1779년)[9]

- 폴린 보나파르트 (1780년 10월 20일 - 1825년 6월 9일), 구아스탈라 여대공. 샤를 빅투아르 엠마뉘엘 르클레르(1771년-1802년)과 결혼, 이후 카밀로 보르게세(1775년-1832년)과 결혼. (자손 없음)

- 카롤린 보나파르트 (1782년 3월 25일 - 1839년 5월 18일), 나폴리 국왕 조아킴 뮈라(1767년-1815년)과 결혼. (자손 있음)

- 제롬 보나파르트 (1784년 11월 15일 - 1860년 6월 24일), 베스트팔렌 국왕. 엘리자베스 패터슨(1785년-1879년)과 결혼했으나 이후 결혼은 무효화되었고 자식은 법적 인정을 받지 못하게 되었음. 이후 1807년 카트린 드 뷔르템베르크(1783년-1835년)과 결혼. (자손 있음)